# Amphimallon gianfranceschii
Amphimallon gianfranceschii (Luigioni, 1931) è un coleottero appartenente alla famiglia degli scarabaeidae (sottofamiglia melolonthinae).

## Descrizione

### Adulto
A. gianfranceschi si presenta come un coleottero di piccole dimensioni, oscillando tra i 13 e i 15 mm di lunghezza. Presenta un corpo cilindrico di colore marroncino chiaro, con una macchia violacea sul pronoto che è attraversato longitudinalmente da un leggero solco. Sulle elitre, si notano dei rilievi longitudinali, più evidenti rispetto a quelli che si riscontrano nelle altre specie italiane dello stesso colore. I maschi presentano dei ciuffi abbastanza pronunciati sull'ultimo segmento antennale.

### Larva
Le larve sono della tipica forma a "C" e di colore bianco. Presentano la testa e le tre paia di zampe sclerificate.

## Biologia
Gli adulti compaiono in estate. Sono visibili durante le ore di luce, soprattutto nel tardo pomeriggio.

## Distribuzione
A. gianfranceschii è un endemismo della Penisola Salentina.